# Sipalolasma arthrapophysis
Sipalolasma arthrapophysis är en spindelart som först beskrevs av Gravely 1915.  Sipalolasma arthrapophysis ingår i släktet Sipalolasma och familjen Barychelidae. Inga underarter finns listade i Catalogue of Life.